# Musik für Saiteninstrumente, Schlagzeug und Celesta

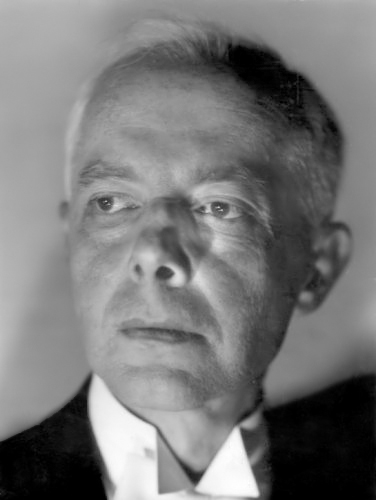
Béla Bartók (Aufnahmedatum unbekannt)

Die Musik für Saiteninstrumente, Schlagzeug und Celesta (Sz 106, BB 114) des ungarischen Komponisten Béla Bartók (1881–1945) entstand 1936 im Auftrag von Paul Sacher und wurde im folgenden Jahr in Basel uraufgeführt.

## Entstehung und Uraufführung
Die Musik für Saiteninstrumente, Schlagzeug und Celesta ist ein Auftragswerk für das Basler Kammerorchester und dessen Dirigenten Paul Sacher, denen die Komposition auch gewidmet ist. In der Anfrage Sachers vom 23. Juni 1936 bei Béla Bartók ist von einer Spieldauer von etwa 15 Minuten die Rede, wobei neben den etwa 30 vorhandenen Streichern bei Bedarf noch Klavier, Cembalo oder ein Schlaginstrument hinzugezogen werden könne. Zieltermin war das Festkonzert zum 10. Jahrestag des ersten Auftritts des Orchesters Anfang 1937. Bartók reagierte positiv und sagte auch zu – im Basler Kammerorchester wirkten neben Profimusikern auch Laien mit – hinsichtlich des Schwierigkeitsgrades Rücksicht auf die Ausführenden zu nehmen. Bartók hatte sich in den 1930er-Jahren diverse Schlaginstrumente von einer Budapester Instrumentenfabrik entliehen, um damit zu experimentieren und trug sich wohl bereits mit Kompositionsplänen. So war er sich rasch über die Besetzung im Klaren – außer Streichern noch Klavier, Celesta, Harfe, Xylophon und Schlagzeug –, die er Sacher bereits in seiner Antwort vom 27. Juni 1936 mitteilte. Trotz einer Kurzreise in die Tatra und Vorbereitungen für eine längere Türkeireise schloss Bartók die Partitur schon am 7. September 1936 ab. Den definitiven Titel Musik für Saiteninstrumente, Schlagzeug und Celesta (in 4 Sätzen) teilte er seinem Verlag, der Universal Edition, erst am 22. Dezember 1936 mit.
Die Uraufführung des Werkes fand am 21. Januar 1937 in Basel statt, es musizierte das Basler Kammerorchester unter Leitung von Paul Sacher in Anwesenheit des Komponisten, der auch an den beiden letzten Proben teilgenommen hatte. Das Festkonzert, bei dem auch Werke von Conrad Beck und Willy Burkhard erklangen, bescherte der Komposition Bartóks einen großen Erfolg, wobei der 4. Satz wiederholt werden musste. Innerhalb eines Jahres folgten weltweit annähernd 50 Aufführungen unter Dirigenten wie Ernest Ansermet, Wilhelm Furtwängler, Ernst von Dohnányi, John Barbirolli und Eugene Ormándy.
Paul Sacher äußerte später im Rückblick auf seinen Kompositionsauftrag: „Wir konnten damals noch nicht wissen, daß uns ein wahres Meisterwerk geschenkt wurde“.

## Besetzung und Charakterisierung
Die Partitur verlangt folgende Besetzung:
Pauken (Maschinenpauken), Schlagwerk (2 Spieler; Kleine Trommel mit Schnarrsaiten, Kleine Trommel ohne Schnarrsaiten, Paarbecken, Tamtam, Große Trommel), Xylophon, Harfe, Celesta (Spieler unterstützt alternierend in vierhändigen Passagen den Pianisten), Klavier und Streicher.
Die Streicher sitzen sich gemäß Vorschrift Bartóks in zwei Gruppen gegenüber, beidseits der auf dem Konzertpodium zentral platzierten weiteren Instrumente.
Die Aufführungsdauer beträgt (laut Angabe Bartóks in der Partitur) 25‘40‘‘ Minuten.
Die vier Sätze tragen folgende Tempobezeichnungen:
1. Andante tranquillo
2. Allegro
3. Adagio
4. Allegro molto

Von Bartók selbst sind drei Analysen seiner Komposition bekannt, die auf Wunsch der Universal Edition bzw. für die belgische Erstaufführung 1938 entstanden, sich allerdings weitgehend auf formale Aspekte der vier Sätze beschränken.

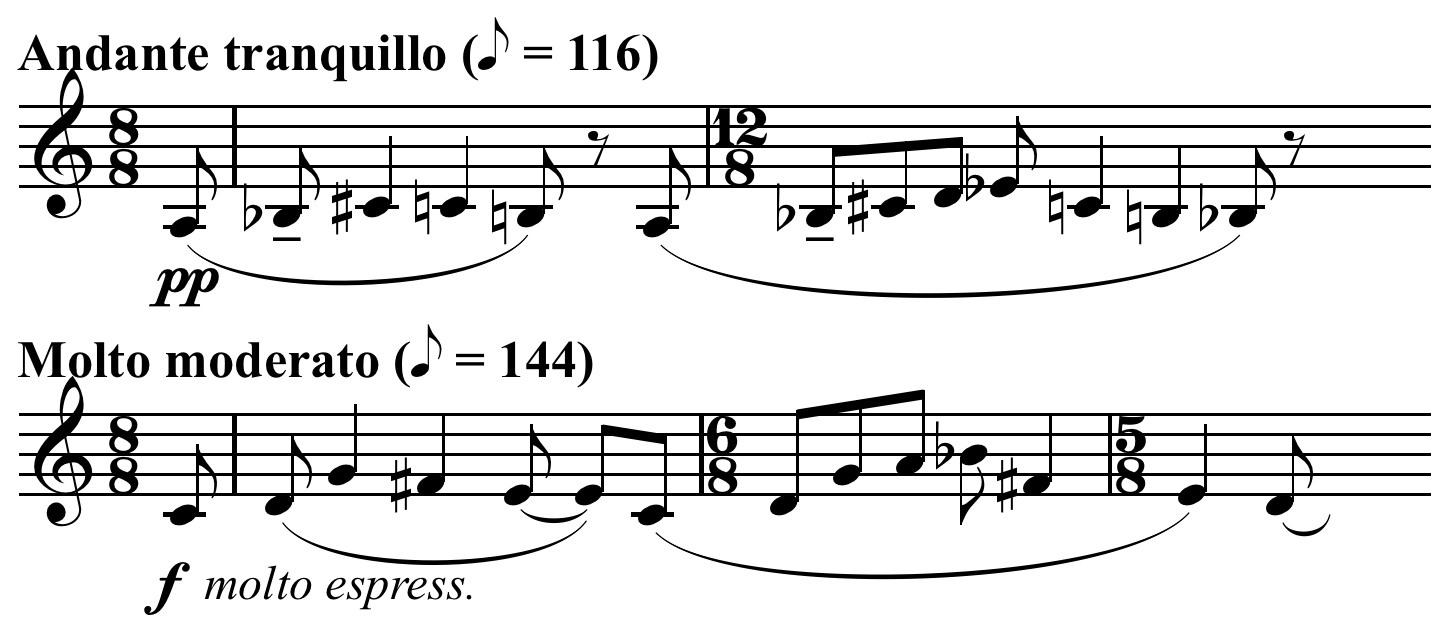
Thema des 1. Satzes (Takt 1–5), das am Ende des 4. Satzes modifiziert (erweiterte Intervalle) wiederkehrt (Takt 204–209)

Der erste Satz beginnt mit einem vierteiligen Thema in den sordinierten Bratschen, dessen nächster Einsatz nach Art einer Fuge eine Quinte höher erfolgt. Weitere Stimmen in der insgesamt 6-stimmig werdenden Exposition kommen hinzu, wobei das Thema sich fächerförmig ausbreitet und abwechselnd eine Quinte tiefer bzw. höher als der zentrale Ton erklingt, bis in beiden Richtungen die vom Ausgangston A entfernteste Tonart Es – und auch der Spannungshöhepunkt in dreifachem forte – erreicht ist. Danach folgen Einsätze des Themas in der Umkehrung, bis der Satz in der Grundtonart pianissimo ausklingt. Gemäß Winfried Zillig findet hier eine Auseinandersetzung Bartóks mit dem Zwölftonsystem statt, denn die latente Chromatik des Themas bewirkt, dass jeweils beim Zusammenklang zweier aufeinanderfolgender Themeneinsätze alle zwölf Halbtöne erklingen.
In seinem Scherzo-Charakter stark kontrastierend wirkt der zweite Satz, der nach den Regeln der Sonatensatzform aufgebaut ist und das rhythmische Element betont. Auf ein einleitendes kurzes Bassmotiv folgt ein energisches Hauptthema, bei dessen weiterer Entwicklung die beiden Streichergruppen antiphonal konzertieren. In der Durchführung erscheint rhythmisch abgewandelt das Fugenthema des ersten Satzes in Grundgestalt und Umkehrung, außerdem ein das Hauptthema des vierten Satzes vorwegnehmendes neues Thema.
Der dritte, langsame Satz besitzt eine Brückenform mit den Teilen A, B, C + D, B, A; zwischen den einzelnen Teilen erscheint je eine der vier Sektionen des Fugenthemas aus dem ersten Satz. Zillig bezeichnet ihn als „Höhepunkt der Neuen Musik schlechthin“. Bereits der Beginn mit einer erst beschleunigten, dann verlangsamten Tonwiederholung des Xylophons, untermalt von Pauken-Glissandi, ist kennzeichnend für sein Kolorit, in der Arpeggien und Glissandi von Harfe, Celesta, Klavier und Pauken die Klangpalette maßgeblich bestimmen.
Stimmungsmäßig bildet der Schlusssatz durch seinen überwiegend volkstümlich-tänzerischen Charakter wieder einen starken Kontrast zum vorangehenden Satz. Ihm liegt ein rondoartiges Formschema zugrunde: A + B + A, C + D + E + D + F, G. Im Teil G erscheint wiederum das Fugenthema des Eingangssatzes, wobei die ursprünglich chromatischen Intervalle ins Diatonische erweitert sind.